# Falsos positivos

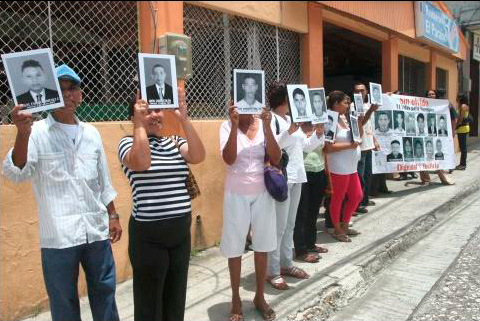
Protest van familieleden van falsos positivos in het departement Sucre

De Falsos positivos (Nederlands: foutpositieven) is een naam die de Colombiaanse media heeft gegeven aan burgerslachtoffers van voornamelijk het Colombiaanse nationale leger, die gepresenteerd werden als gedode vijandige strijders in de Colombiaanse burgeroorlog onder het presidentschap van Álvaro Uribe, hoofdzakelijk tussen 2002 en 2009. Het gaat hierbij voornamelijk om jonge mannen, waarvan velen na vermoord te zijn gekleed werden in een guerrilla-uniform. Volgens internationaal recht gaat het om buitengerechtelijke executies.
Deze moorden hadden tot doel de gepresenteerde resultaten van militaire operaties tegen de drugshandel en de guerrilla's kunstmatig te verbeteren, om zo persoonlijke erkenning te krijgen, zoals onderscheidingen, verlof of financiële bonussen. Hoewel onderzoeksorganen al dergelijke slachtoffers registreren sinds 1988, bevond de piek van het fenomeen zich tussen 2006 en 2009, toen er vanuit het Ministerie van Defensie beloningen uit werden geloofd voor succesvolle operaties. Bovendien viel dit samen met een verhoogde druk op de legerleiding vanuit de regering van Uribe om succesvolle operaties te melden. 
Het aantal slachtoffers wisselt tussen de verschillende bronnen en onderzoeksorganen. Het getal van 6402 heeft daarbij een grote symbolische waarde gekregen. Dat is het aantal slachtoffers tussen 2002 en 2008 dat genoemd wordt in een rapport van de Jurisdicción Especial para la Paz (JEP), een speciaal tribunaal dat misdaden begaan tijdens de burgeroorlog onderzoekt en berecht. 